# فن الطفل

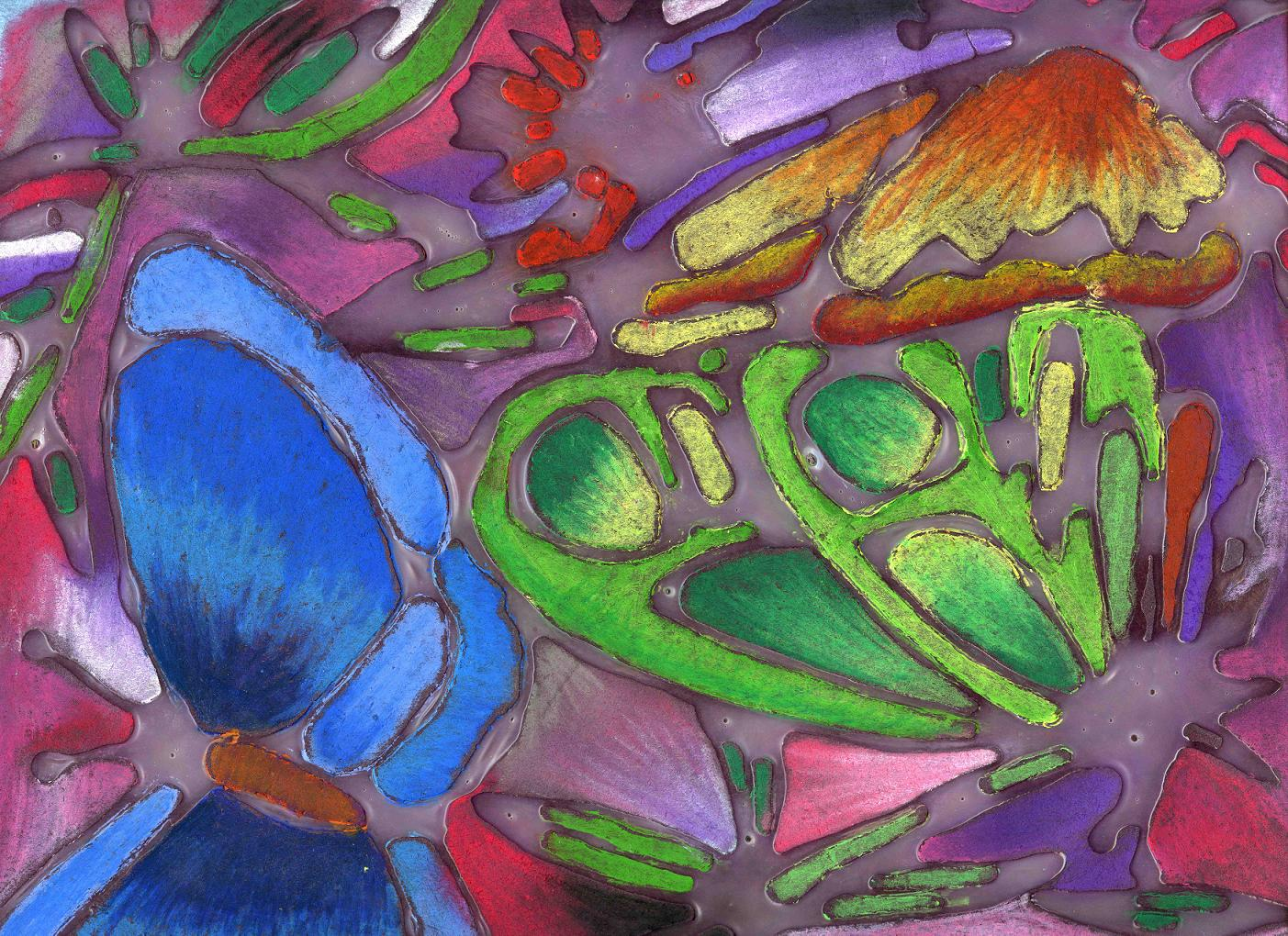
ثلاث فراشات لوحة لفتاة تبلغ من العمر 14عاماًمن صنع طبشور ومادة لاصقة على ورق الكرافت

فن الطفل قيام الأطفال بعمل مجموعة من الرسومات تكون بشكل عشوائي غير منظم، كمحاولة منهم لتصوير نظرتهم للعالم الخارجي

## نشأة فن الطفل
«تم إنشاء المصطلح بواسطة فرانز سيزك (1946-1865) في تسعينيات القرن التاسع عشر»
مصطلح «فن الطفل» له أيضًا استخدام متوازي ومختلف في عالم الفنون الجميلة المعاصرة، حيث يشير إلى مجموعة فرعية من الفنانين الذين يصورون الأطفال في أعمالهم.
الدلالة الثالثة على «فن الطفل» تشير إلى الفن المراد مشاهدته من قبل الأطفال، مثل الرسوم التوضيحية في كتاب للقراء الأحداث. مثل هذا الفن يمكن أن يقوم به طفل أو رسام محترف بالغ.

## التاريخ
تم وضع أماكن للفهم لأهمية الفن للأطفال من قبل روسو (1712-1778)، جون روسكن (1819-1900) وبيستالوزي (1746-1827)، وهيرببيرت سبينشر 1820-1903).
تمت مناقشة أجندة تعليم الفن للأطفال في المؤتمر الدولي لعام 1884، الذي عقد في لندن في معرض الصحة. تم تشكيل إطار المناقشة إلى حد كبير من خلال انتشار مدارس التصميم للتدريب المهني للأطفال والشباب في المملكة المتحدة، بدءا من عام 1852. وأكد بعض المشاركين في المؤتمر على أهمية الإبداع والخيال والمنهجية الخاصة لتنمية مهارات الأطفال الفنية. أشار إبينزر كوك (1837-1913) إلى أنه «إذا كان الطفل يتبع عازفته ويرسم الحيوانات بطريقته الخاصة، في العمل، ويكررها، ويضع الخطوط العريضة لها، ويضع ألوانها أيضًا، فإنه سينتج رسمًا يمكن مقارنته الفترة العتيقة لأكثر من مدرسة تاريخية واحدة.» التي نشرتها جمعية تنمية العلوم التربوية.
تم تنظيم أول معرض أوروبي للرسوم من قبل الأطفال من قبل روبرت أبليت (1848-1945) في لندن عام 1890. تم جمع أول مجموعة من 1250 قطعة رسم ونحت للأطفال من قبل كورادو ريتشي (1858-1934)، وهو مؤرخ فني إيطالي.
تم إبداء التقدير الجمالي لفن الأطفال على أنه غير ملوث بنفوذ الكبار من قبل فرانز سيتشيك، الذي وصف رسم الطفل بأنه «وثيقة رائعة ورائعة». كان اكتشاف الجودة الجمالية للتعبير البصري غير الماهر من قبل الأطفال مرتبطًا بجماليات الحداثة، وفي حالة تشيك، إلى انفصال فيينا.
في عام 1897، افتتحت سيتشيك فئة فنون الأحداث، وهي مدرسة في عطلة نهاية الأسبوع تحافظ على إبداع الأطفال غير المحصورة بالمعايير المهنية للكبار. تم دعم المبادرة من قبل أصدقائه من الفنانين الانفصاليين وعارضهم معلمو الفنون التقليديين. قبل الفصل تلاميذ تتراوح أعمارهم بين سنتين و 14 سنة لمدة ساعتين في الأسبوع، مجانًا وبدون تحديد. ادعى سيتشيك أنه كان يعمل «كفنان، وليس كمدرس»، و «تعلم بالفعل ولم يدرس». في العمل، تم نشر نظرية المراحل التنموية.
انعكس اهتمام علماء النفس بفن الطفل في أعمال جورج كيرشينستاينر 1905، على أساس تحليل بعض الرسومات، جورج هنري لوكيه (1912، باستخدام1500 رسومات ابنة صاحب البلاغ من 3 إلى 8 سنوات)، جورج، باريس، 1913، كارل بولر (1918)، فلورنس غودنو، هيلغا إنج، روبرت كولز. وفقا ل كان كيلي، الهيمنة الناتجة عن نظرية بياجيه في علم النفس المعرفي، مهمشة إلى حد كبير الدراسات النفسية لفن الأطفال، والتي تم تنشيطها فقط في نهاية القرن العشرين.

## مراحل فن الطفل
يمر الأطفال وهم يبنون مهاراتهم الفنيه بمجموعة من المراحل؛ ومعرفة هذه المراحل مهمة بالنسبة للمعلمة لكي يساعدها على تخطيط النشاطات اليومية للأطفال.

### الخربشات

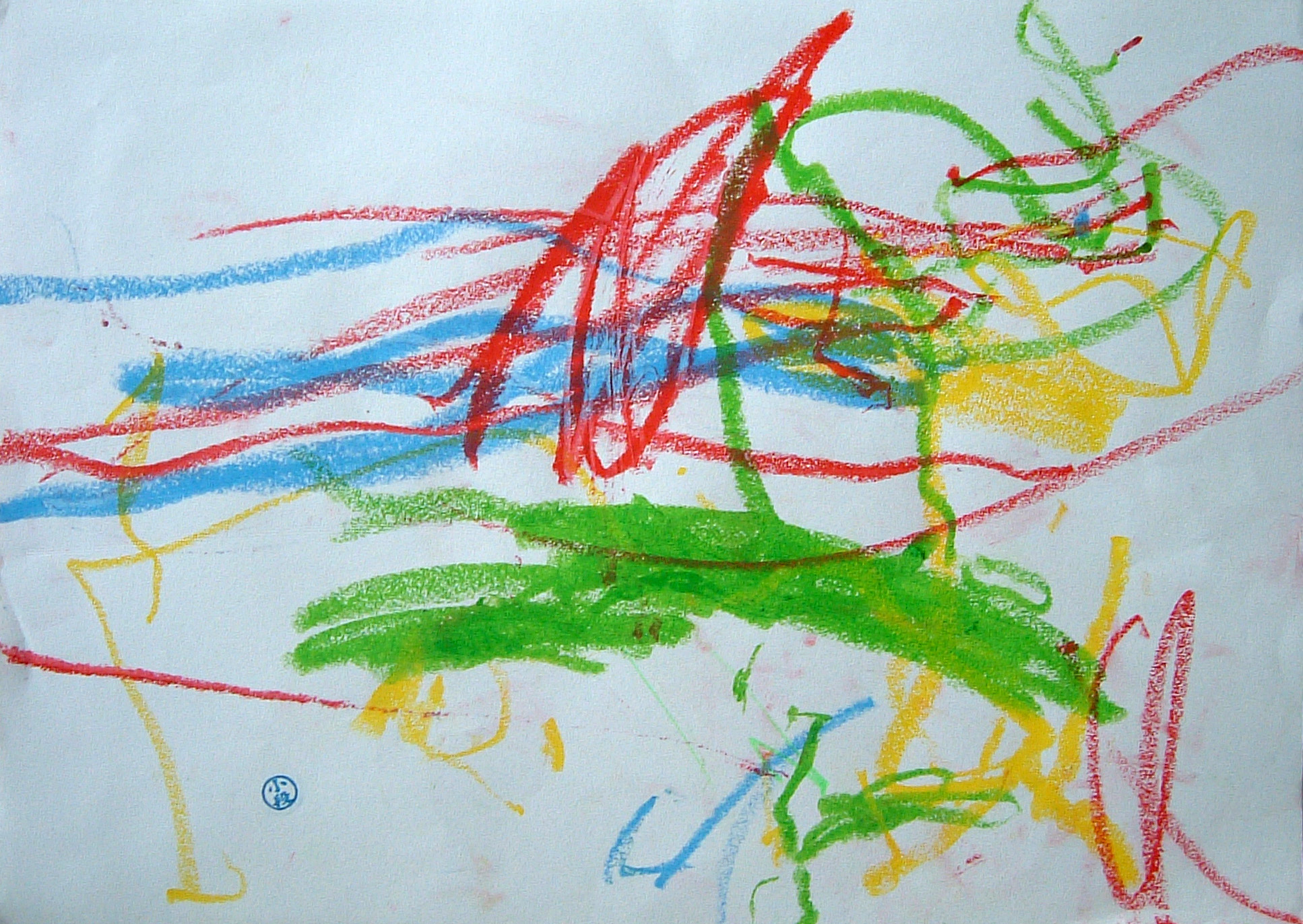
خربشة للأطفال بعمر سنة واحدة.

من أطفال أول عيد ميلادهم يحققون التحكم الحركي الدقيق للتعامل مع قلم تلوين. في البداية كانوا يخربشون. يضاف أصغر شخبطة الأطفال مع مجموعة من الحركات اليسارية واليسرى، في وقت لاحق صعودا وهبوطا ثم يتم إضافة حركات دائرية. يبدو أن الطفل ينال متعة كبيرة من مشاهدة الخط أو ظهور الألوان. في كثير من الأحيان، لا يلتفت الأطفال إلى حواف الصفحة وتتجاوز الخطوط حدود الصفحة. غالبًا ما يهتم الأطفال أيضًا برسم الجسد، ويعطون الفرصة، على أساس الفرصة، في الرسم على أيديهم أو تشويه الألوان على وجوههم.
في وقت لاحق، من حوالي عيد ميلادهم الثاني، يبدأ الخربشة المسيطر عليها. ينتج الأطفال أنماطًا من الأشكال البسيطة: الدوائر والصلبان وانفجارات النجوم. كما أنهم أصبحوا مهتمين بالترتيب ويمكن أن ينتجوا تراكيب بسيطة للورق الملون، أو يضعون أحجارًا في أنماط. بمجرد إنشاء الأطفال خربشات خاضعة للرقابة، فإنها تبدأ في تسمية الشخبطة بهم.

#### قبل الرمزية
الشخص المبتسم (الرأس والجسم معاً)

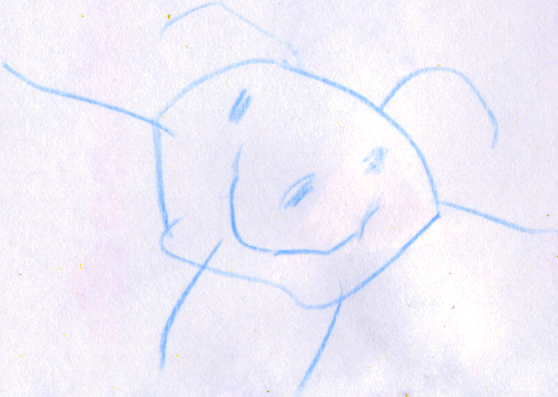
الشخص المبتسم (الرأس والجسم معاً) لعمر 4سنوات

يبدأ الطفل منذ حوالي ثلاث سنوات في الجمع بين الدوائر والخطوط لعمل أرقام بسيطة. في البداية، يتم رسم الناس بدون جسد وبأذرع تخرج مباشرة من الرأس. غالبًا ما يتم رسم العيون بشكل كبير، وملء معظم الوجه، ويتم حذف اليدين والقدمين. في هذه المرحلة قد يكون من المستحيل تحديد موضوع الفن دون مساعدة الطفل.
تظهر الرسومات اللاحقة من هذه المرحلة أرقامًا مرسومة في الفضاء والحجم لتعكس رؤية الطفل لأهميته. لا يهتم معظم الأطفال في هذا السن بإنتاج صورة واقعية.

### الرمزية

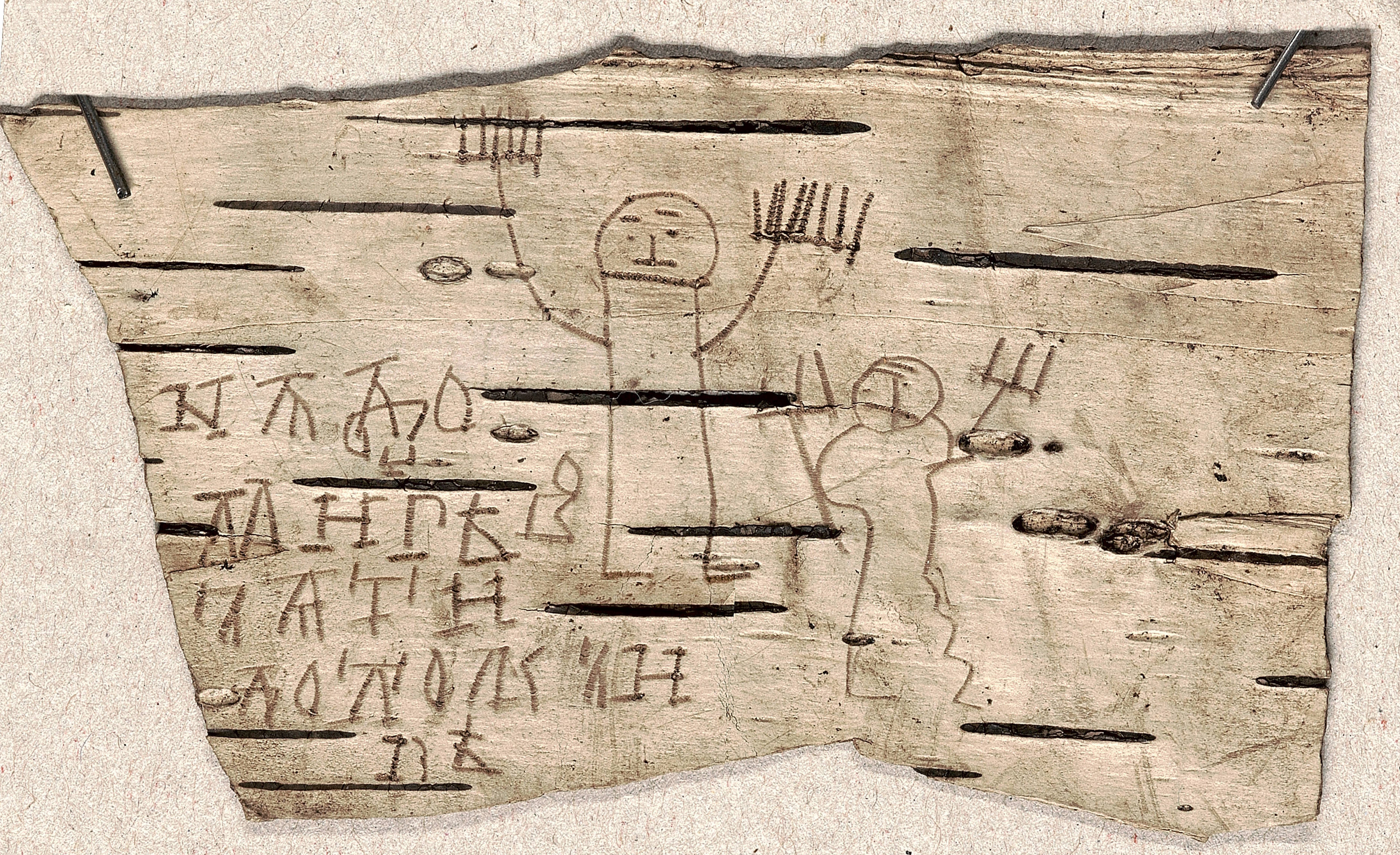
إظهار رسم رمزي من الناس، سن 6-7 202, s

في هذه المرحلة من تطور الطفل، يقومون بإنشاء مفردات من الصور. وهكذا عندما يرسم الطفل صورة قطة، فإنه دائمًا ما يرسم الصورة الأساسية نفسها، وربما يكون قد تم تعديلها (هذا القط لديه شريط يحتوي على نقاط، على سبيل المثال). تبدأ هذه المرحلة من الرسم حوالي سن الخامسة. تسمى الأشكال الأساسية بالرموز أو المخطط.
يطور كل طفل مجموعته الخاصة من الرموز، والتي تستند إلى فهمه لما يتم رسمه وليس على الملاحظة. وبالتالي فإن رموز كل طفل هي فريدة من نوعها للطفل. وبحلول هذا العمر، يطور معظم الأطفال رمز «الشخص» الذي يحتوي على الرأس والجذع والأطراف المحددة بشكل صحيح والتي هي في نوع من نسبة الخام.
شخصيتان تخطيطيتان على خط القاعدة الخضراء

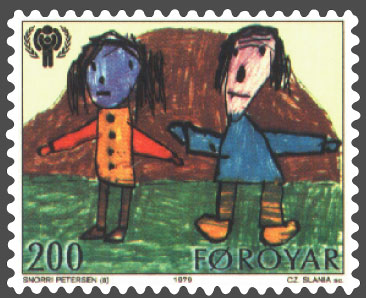
شخصيتان تخطيطيتان على خط الأساس الأخضر

قبل هذه المرحلة، يبدو أن الأشياء التي يرسمها الطفل تطفو في الفضاء، ولكن في عمر خمس إلى ست سنوات، يقدم الطفل خطًا أساسيًا لتنظيم مساحته. خط الأساس هذا غالباً ما يكون خط أخضر (يمثل العشب) في أسفل الورقة. الأرقام تقف على هذا الخط. قد يضيف الأطفال الأكبر سناً قليلاً خطوط أساسية ثانوية للأجسام الخلفية وأفقاً للسيطرة على الشمس والغيوم.
في هذه المرحلة تصبح التأثيرات الثقافية أكثر أهمية. الأطفال لا يستخلصون فقط من الحياة، ولكن أيضا نسخ الصور في محيطهم. يمكنهم رسم نسخ من الرسوم. كما يصبح الأطفال أكثر وعيًا بإمكانيات رواية القصص في الصورة. إن الفهم الأقدم للتمثيل الواقعي للفضاء، مثل استخدام المنظور، عادة ما يأتي من النسخ.

### الواقعية
عندما ينضج الأطفال، يبدأون في العثور على رموزهم محدودة. إنهم يدركون أن مخططهم لشخص غير مرن بما فيه الكفاية، ولا يبدو مثل الشيء الحقيقي. في هذه المرحلة، التي تبدأ من التاسعة أو العاشرة من العمر، سيعطي الطفل أهمية أكبر لما إذا كان الرسم يبدو وكأنه كائن يتم رسمه.
عمل فني بعمر 9 سنوات (رافاييل ميسا)
يمكن أن يكون هذا وقتًا محبطًا لبعض الأطفال، لأن تطلعاتهم تفوق قدراتهم ومعرفتهم. يتخلى بعض الأطفال عن الرسم بشكل كامل تقريبًا. لكن الآخرين يصبحون ماهرين، وفي هذه المرحلة، يمكن للتدريب الفني الرسمي أن يفيد الطفل أكثر من غيره. يتم إسقاط خط الأساس ويمكن للطفل تعلم استخدام قواعد مثل المنظور لتنظيم الفضاء بشكل أفضل. كما أن رواية القصص تصبح أكثر دقة وسيبدأ الأطفال في استخدام الأجهزة الرسمية مثل الشريط الهزلي.

### العلاج بالفن
العلاج بالفن يمكن أن يكون وسيلة فعالة للأطفال لتطوير والتواصل مع عواطفهم. وجد بعض الأطفال المصابين بالتوحد أن الرسم يمكن أن يساعدهم في التعبير عن المشاعر التي يجدون صعوبة في التعبير عن غير ذلك. وبالمثل فإن الأطفال الذين واجهوا فظائع مثل الحرب يمكن أن يجدون صعوبة في التحدث عما عانوه من خبرة مباشرة. يمكن للفن مساعدة الأطفال على التصالح مع عواطفهم في هذه المواقف.

## النفد
بعد زيارة معرض فني للأطفال في سان فرانسيسكو في ثمانينيات القرن العشرين، صرح المعلم جون هولت قائلاً: «... قد يبدأ فهم الراشدة في شرح ما أعنيه عندما أقول إن الكثير مما يعرف بفن الطفل هو اختراع للبالغين».